# Colby Pearce
Colby Pearce   (Boulder, 12 de juny de 1972)  és un ciclista estatunidenc, professional del 1996 al 2005. Ha combinat la carretera amb la pista on ha obtingut diferents campionats nacionals.

## Palmarès en pista
Palmarès de Colby Pearce.
- 1999
  -  Campió dels Estats Units de Puntuació
- 2001
  -  Campió dels Estats Units de Persecució per equips
- 2002
  -  Campió dels Estats Units de Persecució per equips
- 2003
  -  Campió dels Estats Units de Scratch
- 2004
  -  Campió dels Estats Units de Persecució per equips
- 2005
  -  Campió dels Estats Units en Madison
- 2007
  - 1r als Campionats Panamericans en Madison (amb Charles Bradley Huff)
  -  Campió dels Estats Units de Persecució per equips
  -  Campió dels Estats Units en Madison
- 2008
  -  Campió dels Estats Units de Puntuació
  -  Campió dels Estats Units de Persecució per equips
  -  Campió dels Estats Units en Madison

### Resultats a laCopa del Món en pista
- 2002
  - 1r a la Classificació general i a la prova de Cali, Puntuació
- 2004
  - 1r a Aguascalientes, en Scratch
  - 1r a Sydney, en Puntuació